# کوارتو
کوارتو (به ایتالیایی: Quarto) یک کومونه در ایتالیا است که در استان ناپل واقع شده‌است.

## خصوصیات
کوارتو ۱۴٫۲ کیلومترمربع مساحت و ۴۰٬۹۳۰ نفر جمعیت دارد و ۱۴۲ متر بالاتر از سطح دریا واقع شده‌است.